# موريس الجميل
المحامي  موريس الياس كنج الجميّل ، (1910-1970) نائب ووزير لبناني سابق، كان من المحامين الذين تولوا الدفاع عن أنطون سعادة، وهو ابن عم بيار الجميل. درس المحاماة، ولكنه انصرف إلى الأبحاث التنموية العمرانية، انتخب نائباً في البرلمان ووزيراً في عهد رئاسة فؤاد شهاب وتوفي تحت قبة المجلس النيابي وهو يلقي خطاباً سياسياً عمرانياً.

## نشأته ودراسته
ولد موريس الجميل في المنصورة بمصر عام 1910. تلقى دروسه الابتدائية في مدرسة الفرير في المنصورة. وفي العام 1920 تابع دروسه في مدرسة عينطورة - كسروان للآباء اللعازاريين. وفي العام 1929 تابع دراسته الجامعية العليا في جامعة السوربون في باريس حيث درس الحقوق فيها. عاد إلى لبنان في تشرين الثاني عام 1933.

## انتسابه للأحزاب
الظاهر انه كان من المنتسبين للحزب السوري القومي الإجتماعي في بداياته، وبعد ذلك انسحب منه وانتسب إلى حزب الكتائب اللبناني. حيث ربطته بابن عمه بيار الجميل قرابة مصاهرة، فبيار الجميل تزوّج من شقيقة موريس السيدة جنفياف والدة أمين وبشير الجميّل.
مثّل موريس الجميل خطا متمايزا في حزب الكتائب، وكان نائبا عن المتن، فيما بيار الجميّل نائبا عن بيروت. وقد امتلك فكرا سياسيا متقدما مبنيا على فكرة تحقيق العدالة الاجتماعية.
ترقّى في حزب الكتائب حتى أصبح ركنا بارزا في المكتب السياسي للحزب، كما تسلّم إلى جانب مسؤولياته الحزبية إدارة جريدة العمل التي أصدرتها (حركة الكتائب) في العام 1939 باللغتين العربية والفرنسية.

## في النيابة
في العام 1953 رشّح حزب الكتائب الشيخ موريس للانتخابات النيابية عن دائرة بيروت الثانية، فخاضها متحالفا مع نسيم مجدلاني، الذي مثّل الحزب التقدمي الاشتراكي، لكن الحظ لم يحالفه.
- عاد وترشّح في العام 1957 ولم يحالفه الحظ كذلك.
- انتخب نائبا عن قضاء المتن في دورات 1960، و 1964 و 1968 ميلادي.

## في الوزارة
- عُيّن وزير دولة مكلفاً بالشؤون المالية والإنماء في حكومة الرئيس صائب سلام من 01-08-1960 إلى 20-05-1961، وذلك في  مطلع عهد الرئيس فؤاد شهاب.
- في العام 1970 عُيّن وزيرا للتخطيط في آخر حكومة في عهد الرئيس شارل الحلو.

## في التنمية
شارك بعدد من المقترحات الإنمائية منها: 
- مدينة الله: مركز عالمي للأديان
- مدينة لبنان العالمي
- المركز الدولي لعلوم الإنسان
- البنك الدولي للمعارف
- بنك الأدمغة
- المركز الدولي للطقس والمناخ في لبنان
- جزر الصحة العالمية في لبنان
- أمانة سر الشعب اللبناني
- اقتراح إنشاء وزارة التخطيط والتصميم اللبنانية، وقد تولّى الوزارة عام 1970.
- اقتراح إنشاء مجلس الجنوب، وأصبح رئيسا له.
- اقتراح مشروع الليطاني وجعل الجنوب منطقة حرة للتجارة والصناعة
- اقتراح ربط نهر بيروت بالمرفأ
- اقتراح مشروع إنشاء النفق بين الساحل والبقاع
- اقتراح الأرصفة المتحركة
- اقتراح اللامركزية الإنمائية

## الجمعيات والمنظمات
ساهم في تأسيس العديد من الجمعيات والمراكز والمجالس، كما وترأّس عدد منها:
- أسس الشيخ موريس أول تعاونية زراعية في لبنان، وأطلق عيد الزهور في بكفيا، وذلك عام 1933 ميلادي.
- ترأس منظمة الأغذية العالمية في العام 1965 ميلادي، وانتهت ولايته في منظمة الفاو في 6 كانون الثاني عام 1969.
- في 12 كانون الأول 1963، أسهم في تأسيس مركز الدراسات الفلسطينية وكان في عداد مجلس الأمناء حتى وفاته.
- وفي 8 آب 1963 شارك أيضاً في إنشاء المؤسسة اللبنانية للدراسات والخدمات، وكان ممثل الجمعية لدى الحكومة.
- وفي 3 حزيران 1970 ، ترأس مجلس الجنوب.

## مؤلفاته
وللشيخ موريس مؤلفات فكرية عدة، منها:
- تصميم العنصر البشري
- تقويم لبنان تصاميم وبرامج
- التصميم الشامل للمياه اللبنانية
- تصميم مياه بيروت
- كما تكونون يولى عليكم
- توجهات لإنشاء نقد وطني ومصرف وطني وسياسة مالية
- الشركة الدولية للأسواق الحرة
- المركز الدائم للعلاقات التجارية الدولية
- شركات الضمان
- الجمهور والمصارف
- التصميم الشامل للتسليف
- الدعاية
- طرابلس واللامركزية
- ما بيحك جلدك مثل ظفرك
- في جراحة القارة الكونية
- جغرافية ودعوة بلد
- إمكانات البقاء
- المؤامرة الكبرى

## وفاته
وفي 17 تشرين الأول 1970، خلال جلسة الثقة النيابية التي تألفت برئاسة صائب سلام في مطلع عهد الرئيس سليمان فرنجية، اعتلى النائب موريس الجميل منبر المجلس لالقاء كلمته، وفي مستهلها، سقط متأثراً بعارض صحي، نقل على اثره إلى المستشفى للمعالجة، لكنه لم يلبث ان فارق الحياة في 31 تشرين الأول عام 1970.

## ما كُتب عنه
- الشيخ موريس الجميل، رجل الدولة ورائد التصميم في لبنان - جوزف رعيدي - صادر عن مركز فينيكس للدراسات اللبنانية في جامعة الروح القدس.
- موريس الجميل عظماء من لبنان - مكتبة لبنان ناشرون، طبع عام 1999 ميلادي.
- الشيخ موريس الجميل(مركز البحوث اللبنانية)
- موريس الجميل والثورة الإنمائية اللبنانية

## وصلات خارجية
كتاب موريس الجميل والثورة الإنمائية اللبنانية